# Камбара-ду-Сул
Камбара-ду-Сул (порт. Cambará do Sul)  —  муниципалитет в Бразилии, входит в штат Риу-Гранди-ду-Сул. Составная часть мезорегиона Северо-восток штата Риу-Гранди-ду-Сул. Входит в экономико-статистический  микрорегион Вакария. Население составляет 6654 человека на 2006 год. Занимает площадь 1 212,534 км². Плотность населения — 5,5 чел./км².

## История
Город основан 20 декабря 1963 года. 

## Статистика
- Валовой внутренний продукт на 2003 составляет 86.394.546,00 реалов (данные: Бразильский институт географии и статистики).
- Валовой внутренний продукт на душу населения на 2003 составляет 12.820,08 реалов (данные: Бразильский институт географии и статистики).
- Индекс развития человеческого потенциала на 2000 составляет 0,760 (данные: Программа развития ООН).

## География
Климат местности: субтропический. В соответствии с классификацией Кёппена, климат относится к категории Cfb.